# أوخماتديت
المستشفى الوطني المتخصص للأطفال "أوخماتديت"  ( الأوكرانية: Охматдит ) ( заворы материнства та дитинства - حماية الأمومة والطفولة ) هو مرفق تشخيصي وعلاجي متعدد التخصصات في كييف ، أوكرانيا ، والذي يوفر رعاية طبية متخصصة ومؤهلة تأهيلا عاليا لرعاية الأطفال في البلاد. وهو يعد أكبر مستشفى للأطفال في أوكرانيا .

## القدرات الرئيسية
يتم علاج ما يصل إلى 18000 طفل حيث يستطيع توفير 720 سريرًا بالمستشفى كل عام، و يتلقى حوالي 20000 طفل الرعاية الطارئة في مركز الصدمات بالمستشفى.  إضافة إلى ذلك،، يقوم المستشفى بإجراء حوالي 7000 عملية جراحية سنويا. حيث يقوم القسم بإجراء كافة أنواع التدخلات الجراحية باستثناء جراحة القلب فقط.

## تاريخ

### الإمبراطورية الروسية
بدأ مستشفى الأطفال الوطني المتخصص أشغاله في أوخماتديت في عام 1894، و ذلك عندما تم افتتاح مستشفى كييف المجاني تشيساريفيتش ميكولا للعمال والفقراء في كييف على نفقة رجل الأعمال البارز والمحسن Mykola Tereshchenko [خطأ: تحقق من وسيط ورمز اللغة] .
في عام 1891، خصصت الإدارة العامة لمدينة كييف قطعة أرض على طول الطريق السريع كاديتسك بين ضاحية شوليافكا وثكنات المدينة. بدأ المهندس المعماري والأكاديمي فولوديمير نيكولاييف بتطوير مشروع مستشفى مستقبلي يحتوي على 50 سريراً. و من أجل إنشاء مباني المستشفى، خصص تيريشنكو 100 ألف روبل من رأس ماله الخاص و15 ألف روبل أخرى لشراء العقارات اللازمة لتجهيز المؤسسة الطبية.
في 17 ديسمبر 1893، وافق الإمبراطور ألكسندر الثالث في جاتشينا على ميثاق مستشفى كييف المجاني للعمال، الذي سمي على إسم تسيساريفيتش نيكولاي .

### جمهورية أوكرانيا الاشتراكية السوفيتية
بعد الأحداث الثورية عام 1917 ، ضم المستشفى، بالإضافة إلى الأسرة العلاجية، مستوصفًا لمرضى السل، ومستشفى للولادة يضم 30 سريرًا، ومركزًا استشاريًا للأمهات والنساء الحوامل. كان تنظيم الرعاية الصحية في كييف في ذلك الوقت من اختصاص هيئة تفتيش الصحة بالمنطقة، والتي تمثلت مهامها في إدارة و تفتيش وحدة حماية البنية التحتيةللأمومة والطفولة، وشملت مستشفيات الأطفال في المدينة، ومطابخ الألبان، وبيوت الأطفال، ومراكز الاستشارة. كما قامت هذه المؤسسات الطبية بعملية تدريب طلاب الطب والممرضات كذلك.